# Grendel P30
La Grendel P30 es una pistola semiautomática que dispara el cartucho .22 Winchester Magnum Rimfire. Diseñada por George Kellgren, utiliza un cargador de zytel de 30 cartuchos y está disponible con cañones de 127 mm (5 pulgadas) o 203 mm (8 pulgadas). También estuvo disponible una versión carabina (R31). Se fabricó desde 1990 hasta 1994.
La P30 usa el sistema de retroceso directo (blowback), con ayuda de una recámara estriada para reducir la ficción de la vaina durante la extracción. 